# Витхань
Витха́нь (вьет. Vị Thanh) — город провинциального подчинения на юге Вьетнама, административный центр провинции Хаузянг (с 2004 года).
Находится примерно в 60 км от города Кантхо, с которым Витхань соединяет трасса № 61, в 1930 км от Ханоя и в 211 км от Хошимина.
Население на 2009 год — 41 713 человек. Площадь — около 118 км².